# Huilă

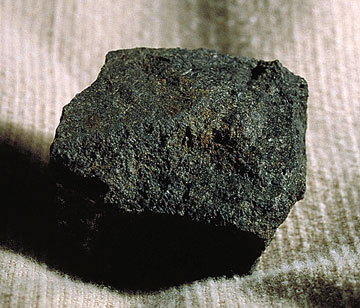
Un eșantion de huilă

Huila este un tip de cărbune superior ce conține o substanță asemănătoare cu smoala, numită bitum. Este un cărbune cu un potențial energetic mai înalt decât lignitul, dar mai scăzut decât antracitul. Huila s-a format prin compresie diagenetică și submetamorfică a materialului din turbării.
Din huilă se prepara cocsul, folosit în cuptoare la topirea metalelor. Mai este folosită la fabricarea medicamentelor și a vopselelor. Aceasă substanță arde bine, dar poate exploda în timpul răcirii.
În România, cele mai mari rezerve de huilă se găsesc în Valea Jiului (județul Hunedoara). Exploatațiile active de huilă din regiune sunt: Lupeni, Uricani, Vulcan și Livezeni. 